# Jack contra lui Aku
„Jack contra lui Aku” este al patruzeci și optulea episod al serialului de desene animate Samurai Jack.

## Subiect
Aku trimite împotriva lui Jack diverși monștri, apoi o armată, dar care mai de care se fac de râs. Aku decide să-l înfrunte chiar el pe Jack într-un duel. Jack acceptă să lupte fără sabie, dacă Aku îndeplinește la rându-i trei condiții: fără puteri supraumane, fără slujitori malefici și fără schimbări de formă (să lupte în formă umană).
Duelul are loc la răsăritul Soarelui, la ruinele de dincolo de Valea Cadavrelor. Jack își face încălzirea, apoi lupta începe. Când situația devine critică pentru Aku, acesta face o coloană să se prăbușească peste Jack. Apoi face ca un fir de iarbă să-l apuce de picior, iar apoi Jack îl vede revenind la forma umană.
Realizând că Aku a încălcat înțelegerea, Jack se duce spre ascunzătoarea unde își lăsase sabia, dar găsește acolo doar un mesaj de la Aku. Când se uită în spate, vede o creatură scheletică ținându-i sabia și apoi aruncându-i-o lui Aku. Aku savurează momentul și vrea să distrugă sabia, dar aceasta se dovedește a nu fi altceva decât nisip. Se dovedește că Jack se așteptase la așa ceva, și ca atare ascunsese mai multe săbii false primprejur.
În timp ce pe Aku îl apucă disperarea încercând toate săbiile pe care slujitorii scheletici i le găsiseră, Jack se îndreaptă calm către sabia adevărată, care era îngropată în nisip. Când o dezvelește cu piciorul, are loc un moment de sfidare, după care Jack atacă: apucă sabia din rostogolire și aruncă teaca într-o coloană de piatră, de unde ricoșează spre Aku. Aku se ferește de teacă, dar între timp Jack ajunge asupra-i dintr-un salt și îl taie. Dar ca și alte dăți, Aku se transformă într-o pasăre și își ia zborul.